# Zeuneriana amplipennis
Zeuneriana amplipennis är en insektsart som först beskrevs av Brunner von Wattenwyl 1882.  Zeuneriana amplipennis ingår i släktet Zeuneriana och familjen vårtbitare. Inga underarter finns listade i Catalogue of Life.